# Hedyotis ponapensis
Hedyotis ponapensis là một loài thực vật có hoa trong họ Thiến thảo. Loài này được (Valeton) Kaneh. mô tả khoa học đầu tiên năm 1933.